# (57658) Nilrem
(57658) Nilrem ist ein Asteroid im mittleren Hauptgürtel, der von Michel Ory am 17. Oktober 2001 entdeckt wurde.
Er wurde am 6. März 2004 nach dem französischen Astronomen Jean-Claude Merlin benannt; sein Nachname wurde dabei rückwärts geschrieben.